# Heksene
Heksene er en amerikansk film fra 1990 instrueret af Nicolas Roeg og baseret på bogen af samme navn af Roald Dahl.

## Medvirkende
- Anjelica Huston som Grand High Witch.
- Mai Zetterling som Helga.
- Jasen Fisher som Luke.
- Jane Horrocks som Miss Irvine.
- Anne Lambton som Kvinde i sort.
- Rowan Atkinson som Mr. Stringer.
- Bill Paterson som Mr. Jenkins.
- Brenda Blethyn som Mrs. Jenkins.
- Charlie Potter som Bruno Jenkins.
- Angelique Rockas som Henrietta